# IC 5273
IC 5273 — галактика типу SBc у сузір'ї Журавель.
Цей об'єкт міститься в оригінальній редакції індексного каталогу.